# 赤岩站
赤岩站（日语：／ Akaiwa eki */?）是東日本旅客鐵道（JR東日本）原於奧羽本線（山形線）沿線的鐵路車站，位於福島縣福島市。車站由2012年度起，逢冬季大雪時期均會封站，2016年12月1日起，更再沒有列車停靠，變成為「全年休業站」，成為不少鐵路迷和廢墟探險迷慕名而來的「秘境站」。2021年3月12日正式廢站。

## 車站構造
休站前，本站隸屬於郡山站管理的無人站（雖然線道內所有普通列車均不到達郡山站）。
開站時為2面2線的側式月台模式，單層式站房設於南面下行往向米澤方向的月台上，由多間以石塊、磚及木板所搭建的單層樓房所而成，並建有樓梯通往下方，橫過主路軌後可通往松川對岸的伊良窪集落（現已荒廢），可是，由於部份月台位於斜坡上，位置不夠整列列車停靠，所以在向福島（原7號隧道方向）的部份月台及欄竿，需要以路軌枕木搭建而成，及後改以鋼版及鋼架搭建。至於北面上行往福島方向的月台上，則建有木製單層房屋一座及相連的小房，是當時的職員住宅，後來再建有兩座以鐵板蓋成的單層房屋，為留守的職員宿舍。月台末端向原7號隧道方向則加設有頭端式側線，以供貨運車廂停靠，乘客亦可沿旁邊小徑前往大平集落方向。
後來因應新幹線路軌重置及興建新月台，南面原站房及部份搭建月台、以及北面的職員住宅也被拆去，另重新安置變電所。兩間職員宿舍及舊站牌則被荒廢至今。
改建後，新月台改回於主軌道上，位處舊站向西移約100米，為1面2線的島式月台設計，有效長度為4輛，月台上落設於向福島方向的末端，並配以設有自動橫竿的平交道通往原折返式路軌、現改建為車站出入口。而在月台中央位置則設有約1節車廂長的上蓋，配以單行簡易式提示屏幕。由於新月台的闊度十分狹窄，月台上不設有座位，另外不論新幹線或在來線列車通過本站時，需以較慢的速度駛經。為滿足候車基本需要，在車站出口入旁邊，加建了一座附有座椅的簡易候車亭。以及一座儲物室，2010年代初再加增設多一座儲物室。
月台上一直並沒有標示任何月台編號。
| 月台 | 路線    | 方向 | 前往     |
| ---- | ------- | ---- | -------- |
| 北面 | ■山形線 | 上行 | 福島方向 |
| 南面 | ■山形線 | 下行 | 米澤方向 |

## 車站周邊
以前，車站附近的「大平集落」以及松川對岸的「伊良窪集落」均有零散的聚居地，不過由於這些集落都位處深山地帶，交通極不便利，1980年代起當地居民相繼遷走，現時伊良窪集落已荒廢，大平集落亦幾乎都已變成荒地或垃圾回收場所，只剩下數戶高齡人士居住在此（2015年1月朝日新聞的報導，大平集落只剩下三戶5名居民居住），由車站月台步行至此，需要約30分鐘。
當山形新幹線未建成時，由庭坂站起一直至關根站為止的沿線車站，均採用折返式路線設計，一來以減低列車通過板谷陘時的斜度，同時為讓列車服務因地理環境而不能在主線上設月台的居民的交通需要，這些設有折返式路線的車站，都會設有變電所以穩定電壓，不過當山形新幹線通車後，本來已複線化路段作出了調整，部份舊下行月台被拆，斜坡修整，舊路段、折返式路軌和舊變電所亦隨之棄用拆去，並在原上行月台上重置新的變電所。

## 歷史
- 1899年5月15日：奧羽南線福島 - 米澤間設置「赤岩信號場」。
- 1909年6月12日：信號場內發生了冒煙事件，令一列列車出軌。（及後在米澤站內設置了紀念碑）
- 1910年：

- 8月11日：往福島方向的7號隧道因大雨引致下塌，後來證實下塌狀況嚴重，無法修復。
- 8月19日：於隧道附近（向福島方向）臨時增設「東赤岩臨時月台」。
- 10月13日：「赤岩信號場」昇格為「赤岩站」。

- 1911年9月5日：用以取代原7號隧道的替代路線完工，新路軌舖設完畢，「東赤岩臨時月台」廢止。
- 1958年3月：站房改建[4]。
- 1984年12月1日：無人化。
- 1987年4月1日：國鐵分割民營化，車站改由JR東日本管轄。
- 1990年3月10日：隨山形新幹線通車，路軌改為標準軌，並遷站至現址，折返式路軌廢止。
- 2012年12月1日：逢冬季時期（由12月1日至翌年3月25日）所有列車均不停靠[5]。
- 2016年：

- 12月1日：年度休站期開始。
- 12月16日：宣佈將於2017年3月隨「時間表改正」時改為「全年通過站」。

- 2017年3月4日：該年度「時間表改正」開展，正式進入全年休業時期，不再停靠任何列車[1][2]。
- 2021年：

- 1月20日：JR東日本宣佈因雪季安全考量，禁止所有人进入车站。
- 3月12日：廢站。

## 相鄰車站
東日本旅客鐵道
■山形線（奧羽本線）（全年休業，所有列車均通過此站）
庭坂－赤岩－板谷

## 外部連結
- JR東日本－赤岩站（页面存档备份，存于）（日語）
- 廃線レポート 奥羽本線旧線 赤岩地区（页面存档备份，存于）（日語）
- 山村探訪(4) ～ 福島県福島市（赤岩駅・大平集落）（页面存档备份，存于）（for Travel）（日語）

37°48′20.67″N 140°20′6.94″E / 37.8057417°N 140.3352611°E